# Liste der Einträge im National Register of Historic Places im Southeast Fairbanks Census Area
Die Liste der Registered Historic Places im Southeast Fairbanks Census Area führt alle Bauwerke und historischen Stätten im Southeast Fairbanks Census Area des US-Bundesstaates Alaska auf, die in das National Register of Historic Places aufgenommen wurden.

## Big Delta
- Rika’s Landing Roadhouse

## Chicken
- F.E. Company Dredge No. 4

## Delta
- Rapids Roadhouse

## Delta Junction
- Big Delta Historic District
- Sullivan Roadhouse

## Eagle
- Chicken Historic District
- Eagle Historic District
- Steele Creek Roadhouse

## Fairbanks
- The Kink

## Northway
- Chisana Historic Mining Landscape

## Slana
- Slana Roadhouse